# Далай-лама XII
Тинлей Гьяцо (тиб. འཕྲིན་ལས་རྒྱ་མཚོ་; 26 января 1857 или 1856, Тибет — 25 апреля 1875, Лхаса) — Далай-лама XII, тибетский религиозный и политический деятель. Четвёртый из Далай-лам, умерших подряд до достижения 22-летнего возраста (первым был Далай-лама IX).

## Биография
Родился в восточной части провинции Уй, в уезде Олха. Его отец, Бакдрок Нянчангла, принадлежал к клану Бак, уже известному во времена Падмасамбхавы. Мать, Цэрин юдонь, была женщиной, просвященной в духовной практике, и достигла высоких степеней  в искусстве медитации.
Его короткая жизнь совпала со временем крупных политических волнений и войн между соседями Тибета. Тибет особенно пострадал от ослабления династии Цин, которая ранее предоставляла ему некоторую поддержку в противостоянии с Британской империей, стремящийся подчинить Тибет своему влиянию, что являлось продолжением политики колонизации Индии.
В 1858 он вместе с двумя другими мальчиками претендовал на место Далай-ламы и был признан его реинкарнацией с помощью золотой чаши и возведен на престол в 1860 году. Во время его обучения, когда он был ещё ребёнком, был запрещён въезд в страну европейцам. Причина запрета была в войнах Великобритании за контроль над Сиккимом и Бутаном, находившимися под сильным влиянием ламаистской Лхасы. Эти войны рассматривались как усилия, направленные на колонизацию Тибета — что было абсолютно неприемлемым для властей Лхасы. Другая причина закрытия страны заключалась в угрозе проникновения на Тибет христианских миссионеров по долинам Меконга и Салуина, тем самым тибетцы в 1860-е годы попытались подчеркнуть главенство династии Цин над их страной. 
Тринле Гьяцо был окончательно возведен на престол как Далай-лама на 11 марта 1873, но не успел укрепить свою власть в стране, так как умер от загадочной болезни 25 апреля 1875 года. По мнению Г. Ц. Цыбикова, этот далай-лама умер явно насильственной смертью, был отравлен. Этот слух приводит и Н. М. Пржевальский.